# Turistická značená trasa 1923
 Turistická značená trasa 1923 je 10 km dlouhá zeleně značená trasa Klubu českých turistů v okrese Ústí nad Orlicí spojující Vysoké Mýto s Dobříkovem a turistickými trasami v jeho okolí. Její převažující směr je severní.

## Průběh trasy
Turistická trasa má svůj počátek na náměstí ve Vysokém Mýtě, kde přímo navazuje na stejně značenou trasu 1905 z Bílého Koně. Výchozí jsou zde rovněž zeleně značené trasy 4291 do Zámrsku a 4300 do Sloupnice. Průchozí je zde rovněž žlutě značená trasa 7330 z Nových Hradů do Chocně. Trasa 1923 vede městskými ulicemi na severozápadní okraj města a poté po asfaltových komunikacích poli severním směrem do osady Šnakov. Následuje úsek vedený polními cestami vedoucí do centra Zámrsku odkud pokračuje po silnici do Dobříkova. U zdejší vlakové zastávky počíná souběh se zde výchozí žlutě značenou trasou 7326, který vede do centra obce. Trasa 1923 odtud stoupá již samostatně po pěšinách do lesů severně od vsi, kde přimyká k cestě Formanka, po které pokračuje severovýchodním směrem na koncové rozcestí se zeleně značenou trasou 4241 z Holic do Chocně.

## Historie
Trasa dříve opouštěla Vysoké Mýto ulicí U Plovárny a poté vedla po dnes již částečně zaniklé polní cestě k severovýchodu po pravém břehu Loučné. Východně od Šnakova se stáčela k západu, přecházela řeku a v osadě se napojovala na současnou trasu.

## Turistické zajímavosti na trase
- Městská památková zóna Vysoké Mýto
- Husův sbor ve Vysokém Mýtě
- Kostel svatého Martina biskupa v Zámrsku
- Zámek Zámrsk
- Dřevěný Kostel Všech Svatých v Dobříkově
- Památník Václava Klofáče v Dobříkově